# اليسار الصيني الجديد

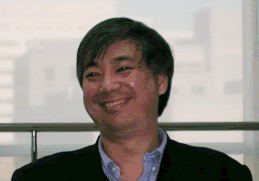
كوي زيوان

اليسار الصيني الجديد هو مصطلح يستعمل في جمهورية الصين الشعبية لوصف مجموعة متنوعة من الفلسفات السياسية اليسارية التي ظهرت خلال تسعينيات القرن العشرين والتي انتقدت الإصلاحات الاقتصادية المستحدثة خلال عهد دينغ شياو بينغ. أكدت هذه الإصلاحات على السياسات الرامية إلى تحرير السوق وخصخصته من أجل تعزيز التحديث والنمو الاقتصادي. يربط الأكاديمي الصيني وانغ هوي ظهور اليسارية الجديدة بالأزمة المالية في عام 1997 وقصف الولايات المتحدة للسفارة الصينية في بلغراد عام 1999 وهما حدثان أسهما في الطعن بمصداقية الليبرالية في الصين وذلك فضلًا عن قمع تظاهرات ساحة تيانانمن في عام 1989.
هناك التباس يكتنف استعمال مصطلح اليسار الجديد في الخطاب العام نظرًا للتنوع الذي تتسم به الحركة إذ يمكن استعمال مصطلح اليسار الجديد عمومًا للإشارة إلى أي شخص يعتنق النظريات والمثل والتقاليد اليسارية المتجذرة في الاتجاهات المختلفة للأيديولوجيا الاشتراكية وغيرها من المدارس الناقدة لفلسفة ما بعد الحداثة والنيوليبرالية.
تتصف علاقة اليسار الجديد بالماوية والرأسمالية بالتعقيد. في حين تشير بعض المدارس الفكرية إلى رغبة اليسار الجديد في العودة إلى الحركات السياسية الجماهيرية التي سادت عهد ماو تسي تونغ والتخلي عن الرأسمالية فإن آخرون يعتقدون بأنها تجمع ما بين الأسواق المفتوحة التي تتميز بها الرأسمالية ومجموعة من العناصر الاشتراكية (ولا سيما في الريف الصيني). يشكك أنصار اليسار الجديد من أمثال تسوي تشويون ووانغ هوي بالليبرالية والرأسمالية الديمقراطية.

## الاصطلاح
يحمل مصطلح «اليسار الجديد» في طياته إشارةً إلى وجود درجة ما من التوافق مع الماوية وذلك رغم المعارضة التي أبداها الكثير من مثقفي اليسار الجديد لعددٍ من مقارباتها. لا يقبل العديد من الباحثين والمثقفين ممن يدعمون انتهاج المقاربات والإصلاحات الاشتراكية ويعارضون المقاربات الراديكالية والوحشية التي طغت على الفترة الماوية الاتجاه نحو استعمال مصطلح «اليسار الجديد» بصورةٍ تامة، وذلك نظرًا لارتباطه باليسارية المغالية التي اتسمت بها الثورة الثقافية. عبر بعض هؤلاء المثقفين عن قلقهم حيال ما تدلل عليه حقيقة تبني اليسارية بأن الصين التي تختلف تاريخيًا عن الغرب ما تزال تستعمل نموذجًا غربيًا في وضع إستراتيجيات إصلاحاتها وهو ما من شأنه تقييدها ضمن الإطار الذي يعرّف الغرب من خلاله اليسارية. يوضح وانغ هوي أصل المصطلح والشكوك الكامنة وراء استعماله:
«يعود تاريخ الظهور الأول لوجهات النظر الأكثر انتقادًا لسياسة التحول الرسمي نحو نظام السوق إلى عام 1993... لم تغدو تسمية اليسار الجديد واسعة الاستخدام حتى الفترة الممتدة من عام 1997 حتى عام 1998 حين استعملت بقصد الإشارة إلى المواقف الخارجة عن الإجماع السائد. اتخذ الليبراليون هذا المصطلح معتمدين في ذلك على الإناطة السلبية لكلمة يسار بالماوية المتأخرة لتقتضي بأنه يجب الرجوع إلى حقبة الثورة الثقافية. كثيرًا ما بادروا حينها إلى مهاجمة أي شخص انتقد التعجل في التحول إلى نظام السوق معتبرينه محافظًا - وهكذا وصِف تسوي تشويون في بادئ الأمر على سبيل المثال. تبدل هذا الحال اعتبارًا من عام 1997. أضحى اليسار الجديد مصطلحًا اتهاميًا قياسيًا... في واقع الأمر لطالما عزف الأشخاص من أمثالي عن قبول هذه التسمية التي ألصقها بنا خصومنا. تكمن أحد الأسباب وراء ذلك في عدم رغبتنا بربط أنفسنا بالثورة الثقافية أو بما يمكن الإشارة إليه باسم اليسار القديم المقترن بالحقبة الإصلاحية للحزب الشيوعي الصيني على وجه التحديد. وكذلك يرجع ذلك نتيجة لكون اليسار الجديد مصطلحًا غربيًا تلازمه مجموعة من المضامين العمرية والسياسية بالغة الوضوح في أوروبا وأمريكا. سياقنا التاريخي هو سياقٌ صيني وليس غربي ولذلك فمن المثير للريبة أن يكون لتصنيفٍ مستوردٍ بصورة صريحة من الغرب أي فائدة تذكر في الصين خلال وقتنا الحاضر.»

## الآراء

### علم الاقتصاد
يلعب علم الاقتصاد دورًا كبيرًا في اليسار الصيني الجديد الذي يقترن تطوره إلى حدٍ بعيد بالإصلاح الاقتصادي الصيني. يعتقد العديد من أنصار اليسار الجديد بضرورة وضع نموذج اقتصادي يساري من أجل معالجة اعتماد الصين على الصادرات والمدخرات وتقليص الفجوة الاقتصادية المتسعة بين المناطق الحضرية والريفية وتحفيز الأعمال التجارية الخاصة من خلال الاتكال على الملكية العامة والتخطيط الحكومي. يعد نموذج السوق الحر الرأسمالي المطبق في معظم البرامج الديمقراطية الاشتراكية مبغوضًا بسبب حرصه على التخفيف من العواقب الاجتماعية الناجمة عن التقسيم البنيوي والتدرج الهرمي عوضًا عن إصلاحه لاقتصاد السوق والديمقراطية التمثيلية القائمين والتصدي لهما. يمثل اعتماد نموذج سوق ملائم ومستدام أمرًا حيويًا بالنسبة للحركة اليسارية في الصين.
يعتقد عالم الاقتصاد اليساري الجديد تسوي تشويون بأنه يمكن اللجوء إلى استعمال الشراكات القائمة بين أصحاب رؤوس الأموال والعمال التي تستند على أفكار جيمس ميد وجون مينارد كينز من أجل إدخال بعض المرونة على سوق العمل. إذ يكون في حوزة المساهمين الخارجيين شهادات بحصتهم من رأس المال، في حين يملك العمال شهادات بعملهم وحصصهم التي تحل محل الأجور الثابتة وتخفف من وقوع تضاربٍ في المصالح بين العمال وأصحاب رؤوس الأموال. من شأن أي قرار يرمي إلى تحسين حال أحد المجموعتين (من خلال رفع توزيع أرباح حصصها) أن يرفع من توزيع الأرباح الخاص بحصص المجموعة الأخرى بصورةٍ تلقائية. يشعر العديد من مثقفي اليسار الجديد بالثقة حيال نتائج التخطيط الجماعي لعملية التنمية الاقتصادية متوقعين تحولًا صناعيًا في الأرياف.

### حقوق الإنسان
يضع بعض اليساريين الصينيين الجدد مسألة حقوق الإنسان العالمية على رأس أولوياتهم. وفقًا لهو بينغ فإن حرية التعبير تعد أهم حقٍ من حقوق الإنسان. شهد إنتاج الحبوب خلال فترة القفزة العظيمة للأمام تراجعًا حتى أصبح جليًا بأن الكثير من الناس بدأوا في التضور جوعًا حتى الموت. غير أن الصحف أوردت بأن المحصول القادم سيكون غزيرًا. كتب هو بينغ في هذا الصدد:
«لم يسمح للناس ممن شارفوا على الموت جوعًا الإفصاح عن تضورهم جوعًا حينذاك. إذ اعتُبر الكثير من الأشخاص الذين جاهروا بذلك أذنابًا للثورة المضادة. لم يسمح بذكر... ملايين الضحايا الذين قضوا حتفهم بعد تضورهم جوعًا حتى الموت. اعتُبر الكثير من المسؤولين الذين أبلغوا قياداتهم العليا بموت الناس جوعًا انتهازيين يمينيين. يظن بعض الناس حين يأتي أحدهم على ذكر حرية التعبير في يومنا هذا بأنها تحتل مكانةً خاصةً لدى المثقفين وحسب ولا سيما أولئك الذين لا يشعرون بالرضا تجاه مجموعتهم. يعد المثال المأساوي على هذه المجاعة التي دامت ثلاث سنوات أقوى حجة داحضة لمثل هذا الرأي.»
رفض أعضاء آخرون من اليسار الصيني الجديد (ولا سيما منذ الركود الاقتصادي الكبير) مركزية حقوق الإنسان والقيم الدولية بصورةٍ عامة. إذ جادل هؤلاء المنظرون لصالح بناء حكومة صينية سياسية استبدادية منفصلة عن التقاليد الفكرية الغربية.

### الثقافة الصينية التقليدية
أظهرت حركة اليسار الجديد بعض التقارب مع حركة الإحياء الكونفوشية في الصين والتي تدعو إلى إرجاع التقاليد الثقافية الصينية القديمة مثل بر الوالدين وامتحانات الخدمة المدنية على وجه الخصوص. ظهرت هاتين الأيديولوجيتين في أواخر تسعينيات القرن العشرين بصفتهما ردة فعلٍ وطنية على الهيمنة النيوليبرالية في الصين. وازدادت في الأثناء درجة التأثير المتبادل التي أبداها اليساريون والكونفوشيون. أعلن القائد الصيني شي جين بينغ بأنه ينبغي على الصين «تحقيق الاستفادة الكاملة من الحكمة العظيمة المتراكمة لدى الأمة الصينية على مدى الخمسة آلاف سنة الماضية من أجل حل المشاكل التي تواجهها». عرّف أكاديميون من أمثال غان يانغ من جامعة سون يات سين أنفسهم كيساريين وكونفوشيين في نفس الوقت، وخلص باحثون من جامعة هارفارد ومعهد ماساتشوستس للتكنولوجيا في ورقةٍ بحثية نشروها في عام 2015 بأن مواطني الإنترنت الصينيين مالوا إلى الاحتشاد في معسكرين أحدهما تميز بنزعته الدولية والديمقراطية والمناصرة للسوق الحر والآخر بنزعته الوطنية الاشتراكية المؤيدة للثقافة التقليدية. أظهر كل معسكر مستوىً عاليًا من الوحدة الأيديولوجية.